# Бентелер-Арена
«Бентелер Арена» (нім. Benteler-Arena) — футбольний стадіон у місті Падерборн, Німеччина, домашня арена ФК «Падерборн 07».
Стадіон побудований протягом 2005—2008 років та відкритий у 2008 році як «Парагон Арена». 2009 року арена була перейменована на «Енерджітім Арена». У 2012 році стадіон отримав сучасну назву «Бентелер Арена». Всі назви арени пов'язані зі спонсорськими контрактами. 
Арена спроєктована як футбольний стадіон місткістю 15 000 глядачів. Місця на трибунах поділені на категорії. Конструкція арени дає змогу збільшити потужність до 20 000 місць. Всі трибуни накриті дахом і покривають всі глядацькі місця. Футбольне поле, вкрите натуральним газоном, впорядковане відповідно до вимог Бундесліги, обладнане системами підігріву та автоматичного поливу. 
Стадіон є прототипом Муніципального стадіону в польському місті Гливиці, спроєктованого тією самою архітектурною групою.